# Албрехт фон Йотинген
Албрехт фон Йотинген (на немски: Albrecht von Oettingen; † 11 февруари 1357) е граф на Йотинген в Швабия, Бавария.

## Произход
Той е син на граф Лудвиг VI фон Йотинген († 29 септември 1346) и втората му съпруга Агнес фон Вюртемберг († 18 януари 1317), дъщеря на граф Еберхард фон Вюртемберг († 1325) и третата му съпруга маркграфиня Ирменгард фон Баден († 1320), дъщеря на маркграф Рудолф I фон Баден.
Баща му Лудвиг VI фон Йотинген се жени трети път на 26 април 1319 г. за Юта фон Хабсбург († 1329), дъщеря на германския крал Албрехт I († 1308) и Елизабета Тиролска († 1313). Сестра му Ирмгард фон Йотинген († 1399) се омъжва през август 1320 г. за пфалцграф Адолф при Рейн († 1327) и техният внук е германския император Рупрехт († 1410).
Албрехт фон Йотинген умира на 11 февруари 1357 г. и е погребан в Кирххайм.

## Фамилия
Албрехт фон Йотинген се жени пр. 31 януари 1348 г. за Аделхайд фон Ортенберг († ок. 17 август 1391), дъщеря на граф Хайнрих III фон Ортенберг/Ортенбург († 1345) и графиня Аделхайд фон Шаунберг († 1328/1335). Те имат две дъщери:
- Елизабет I фон Йотинген († пр. 25 февруари 1370), омъжена ок. 8 януари 1359 г. за граф Хайнрих VI фон Верденберг-Албек († 1388)
- Елизабет II фон Йотинген († 3 април 1409, Виена), омъжена на 25 август 1367 г. във Витербо за граф Йохан Хайнрих Люксембургски, маркграф на Мерания († 1375), син на крал Ян Люксембургски (1296 – 1346)

Вдовицата му Аделхайд фон Ортенбург се омъжва втори път (1360/1361) за граф Улрих I фон Цили († 1368).